# Ilhotas dos Apóstolos
As Ilhotas dos Apóstolos (francês: Îlots des Apôtres) são um grupo de pequenas ilhas rochosas desabitadas na porção noroeste do Arquipélago Crozet ao sul do Oceano Índico, localizada em 45° 58′ S, 50° 27′ L, 10 km ao norte da Ilha dos Porcos, a maior das Ilhas Crozet. Sua área total é de aproximadamente 2 km². As duas maiores ilhas (Île Grande - Ilha Grande, e a Île Petite - Ilha Pequena), juntas ocupam quase 90 % da área. O ponto mais alto é o Mont Pierre (289 m) na Ilha Grande. Além dessas, existem aproximadamente 20 rochedos, com altitudes variando entre 15 e 122 metros. As maiores ilhas e rochedos, com mais de 95% da área:
- Île Grande (Ilha Grande)
- Île Petite (Ilha Pequena)
- Rocher Nord (Rochedo Norte)
- Rocher Fendu (Rochedo Rachado)
- Le Donjon (Cárcere)

As ilhas são muito íngremes. Apesar de sua pequena área, a Ilha Grande alcança a altura de 289 metros, e a Ilha Pequena, 246 m. Os rochedos e grupos de rochedos estão listados do norte para o sul:
| #  | Ilha ou Rochedo (Português)                     | Área (ha) |
| -- | ----------------------------------------------- | --------- |
| 1  | Rocher Nord (Rochedo Norte)                     | 6,0       |
| 2  | L’Enclume (Bigorna)                             | 1,5       |
| 3  | Grande Île (Ilha Grande)                        | 150,0     |
| 4  | Le Clown (Palhaço)                              | 0,4       |
| 5  | La Sentinelle perdue (Sentinela Perdido)        | 0,2       |
| 6  | Les Jumeaux (Gêmeos)                            | 0,5       |
| 7  | Rocher Fendu (Rochedo Rachado)                  | 3,0       |
| 8  | Petite Île (Ilha Pequena)                       | 30,0      |
| 9  | Les Sentinelles du Diable (Sentinelas do Diabo) | 1,0       |
| 10 | La Grande Aiguille (Grande Agulha)              | 1,0       |
| 11 | La Petite Aiguille (Pequena Agulha)             | 0,2       |
| 12 | Le Hangar (Hangar)                              | 1,5       |
| 13 | Le Donjon (Cárcere)                             | 2,5       |
| 14 | (rochedo sem nome)                              | < 0,1     |
| 15 | Rocher Sud (Rochedo Sul)                        | 1,5       |
| 16 | Le Torpilleur (Torpedeiro)                      | 0,1       |
| 17 | Le Caillou (Pedra)                              | 0,4       |
| 18 | L'Obélisque (Obelisco)                          | 0,3       |
| 19 | Rocher Percé (Rochedo Furado)                   | 1,0       |
|    | Îlots des Apôtres (Ilhotas dos Apóstolos)       | 201,1     |

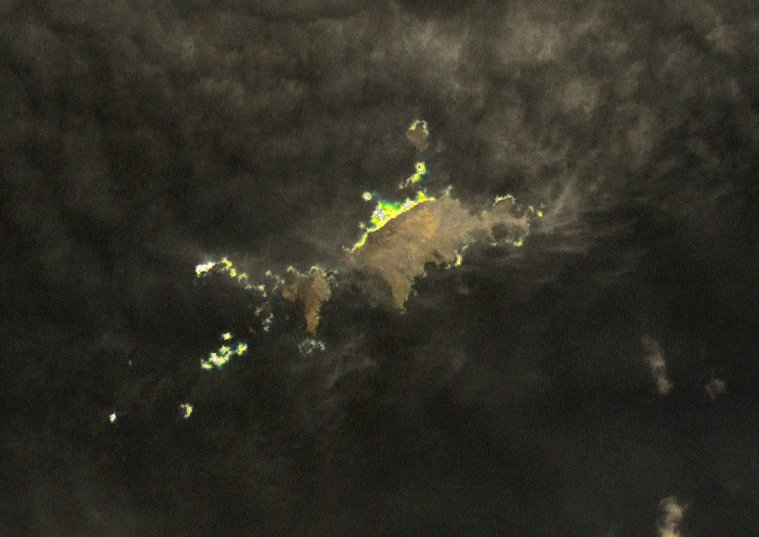
Imagem de satélite das Ilhotas dos Apóstolos (NASA - Landsat)

Na noite de 1 º de julho de 1875, o Strathmore, uma embarcação que navegava entre o Reino Unido e a Nova Zelândia naufragou nas proximidades das ilhas após chocar-se com um recife. 44 dos 89 passageiros sobreviveram na Ilha Grande até 21 de janeiro de 1876, quando eles foram resgatados por um outro navio.